# Basilica di San Nicola (Amsterdam)
La basilica di San Nicola, in olandese Basiliek van de Heilige Nicolaas o semplicemente Sint-Nicolaasbasiliek, è una chiesa cattolica romana di Amsterdam, nei Paesi Bassi.
Sorge in Prins Hendrikkade, nello stadsdeel di Amsterdam-Centrum, di fronte alla Stazione Centrale. È sede della parrocchia di San Nicola, e dall'8 dicembre 2012 è stata elevata a basilica minore.

## Storia e descrizione

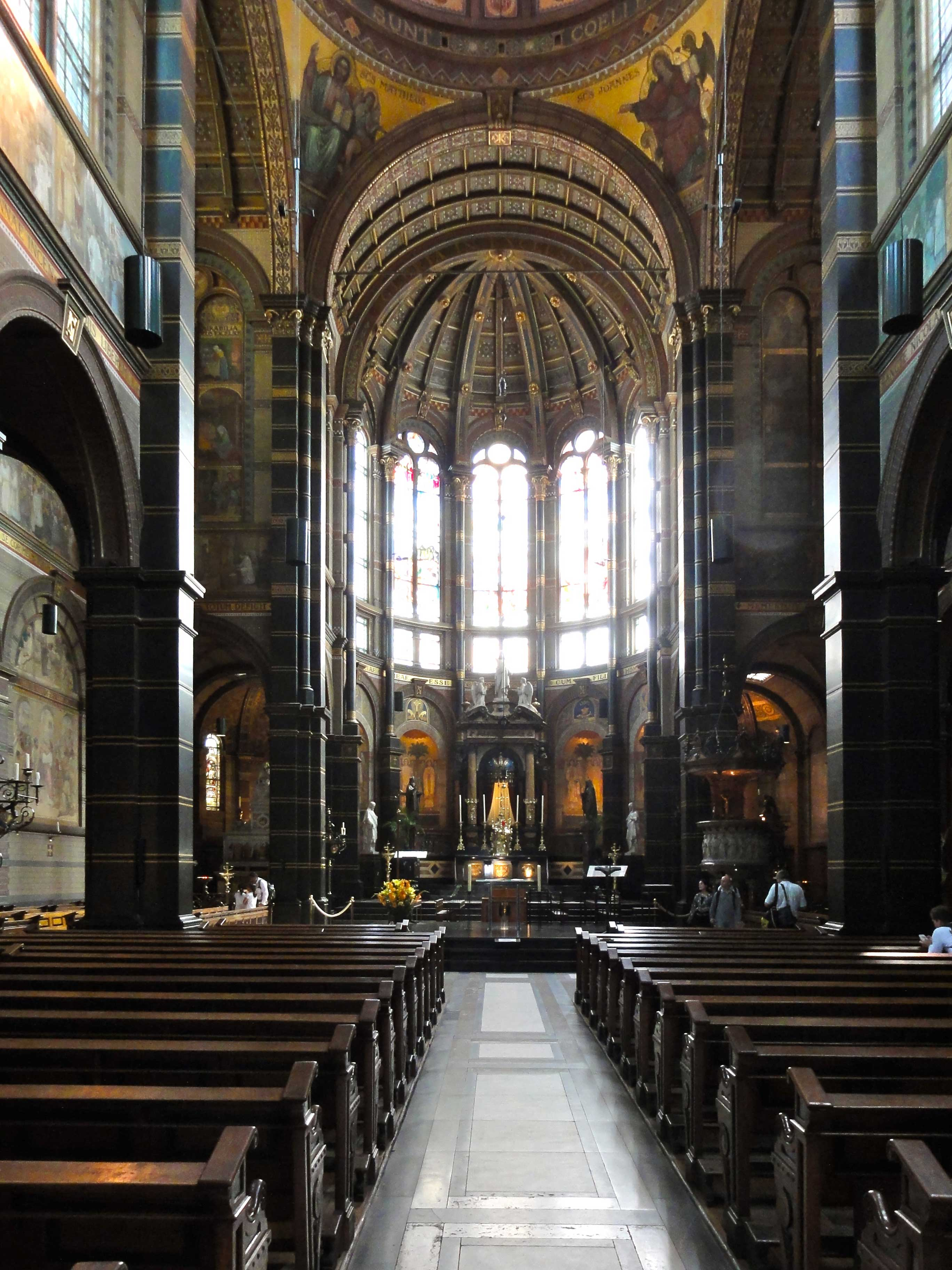
Veduta dell'interno.

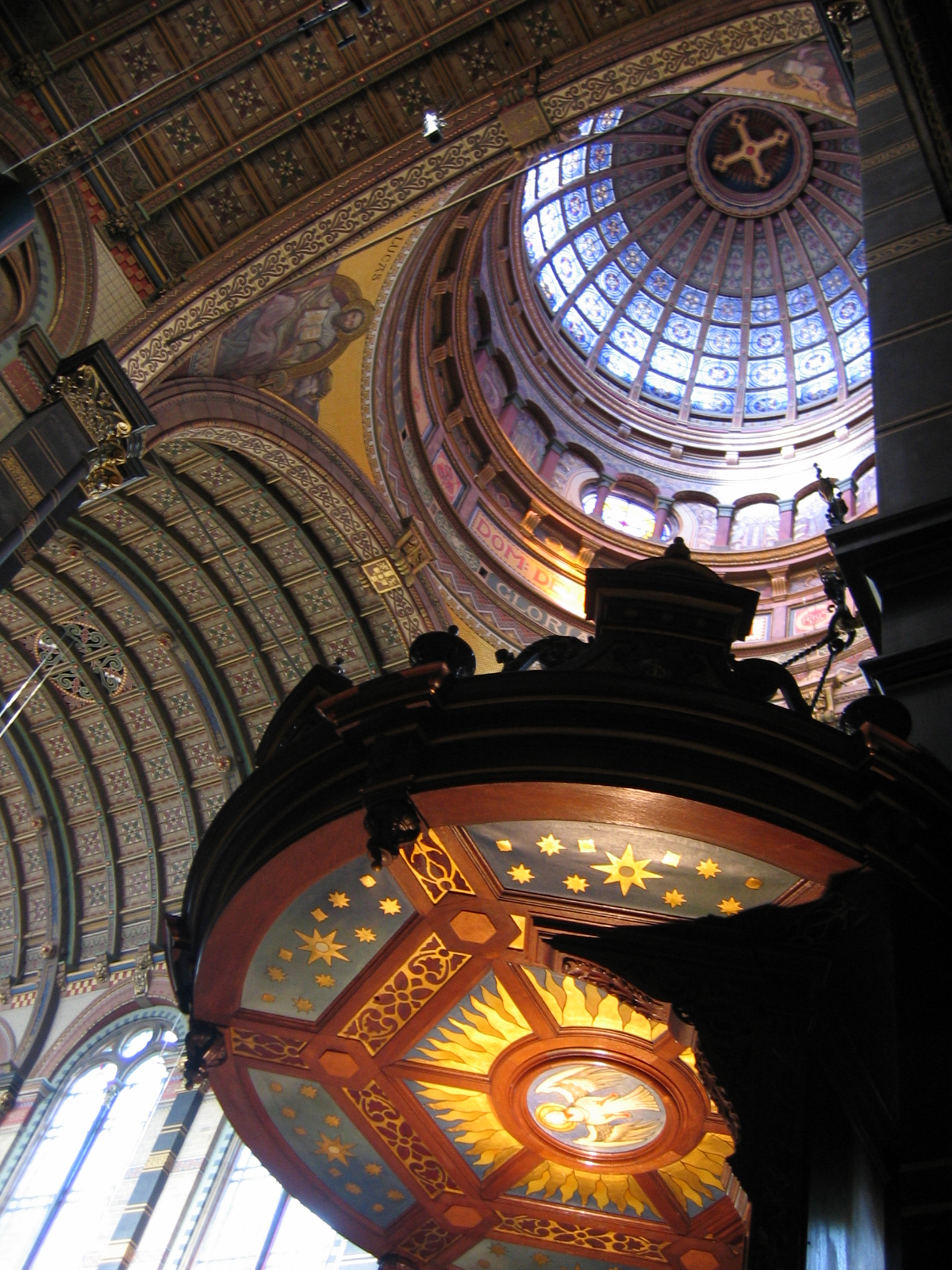
Veduta della cupola.

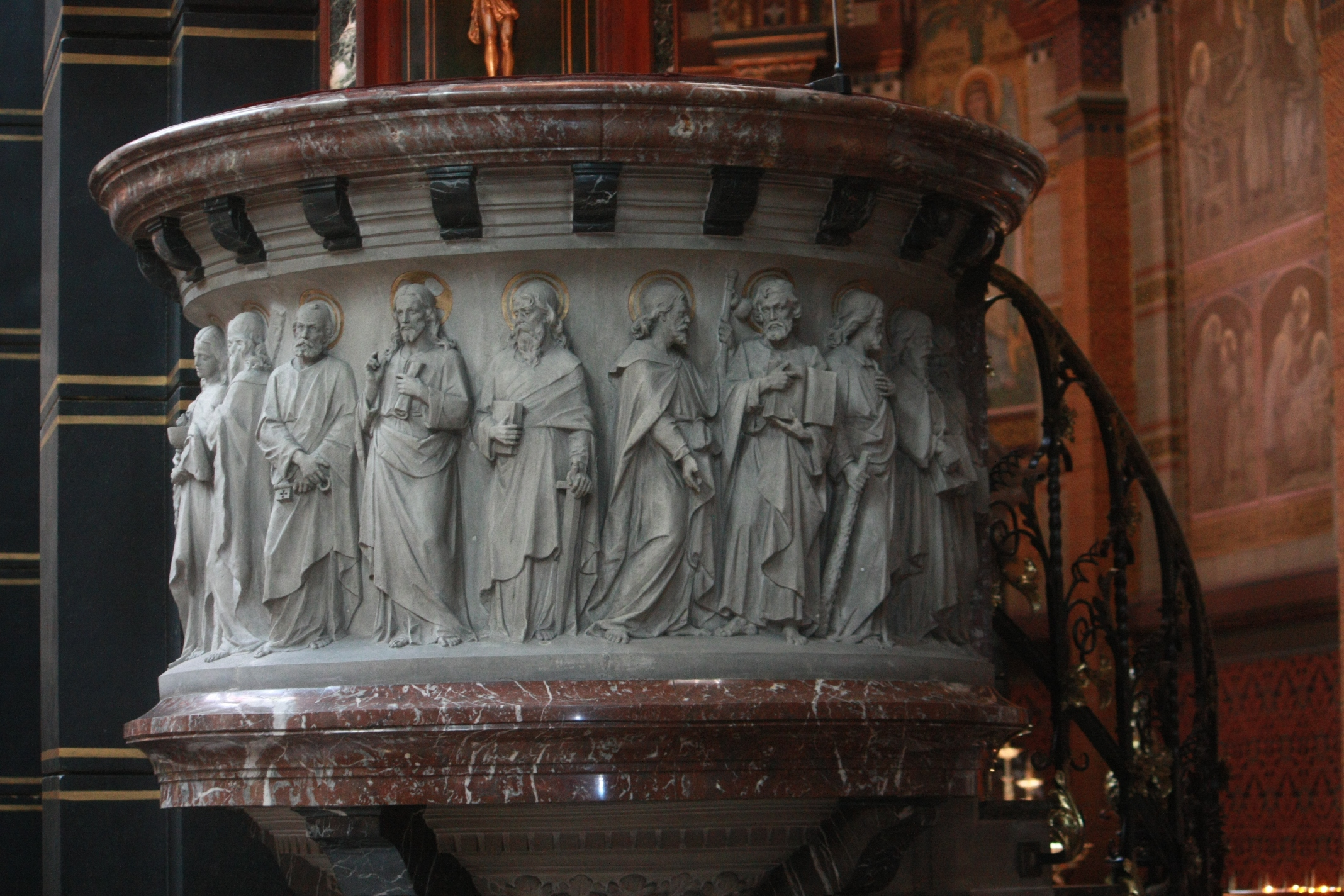
Il pulpito.

Con la Riforma la Chiesa cattolica romana in Olanda venne molto ridimensionata, ma nel 1853 venne restaurata la gerarchia episcopale e molte nuove chiese sorsero rapidamente.
Nel 1863 il consiglio canonico acquista dei terreni su Prins Hendrikkade. Tuttavia il consiglio bandì un concorso di costruzione solo nel 1882, e venne vinto da Adrianus Cyriacus Bleijs (1842-1912) che presentò un ricco progetto di stile neobarocco ispirato proprio alla controriforma e all'architettura romana. Il 17 marzo 1885 venne posta la prima pietra.
Si presenta con pianta a croce latina divisa in tre navate, transetto, coro e alta cupola ottagonale con lanterna sulla crociera. La facciata è inquadrata da due torri gemelle con coperture a elmo.
La chiesa venne consacrata il 7 febbraio 1887 a San Nicola, la terza chiesa della città ad esservi dedicata, insieme alla Chiesa Vecchia (protestante dalla fine del Cinquecento) e la Ons' Lieve Heer op Solder (trasformata in museo nel 1888).
L'arredamento è insolitamente ricco, anch'esso progettato da Bleijs, fra cui spiccano il barocco altare maggiore, del 1889, e il pulpito del 1892, con le sculture marmoree di A.E. van den Bossche (1849-1921).
Come l'altare, il pulpito (1892) è il risultato della collaborazione tra Bleys e Van den Bossche.
L'organo, che riprende le forme della facciata a torri della chiesa, venne realizzato dalla ditta W. Sauer è venne installato nel 1889.
La decorazione pittorica interna venne eseguita da Jan Dunselman (1863-1931), che in modo intermittente vi lavorò per trent'anni, dipingendo in uno stile ispirato alla pittura italiana, in particolare di Giotto e del Beato Angelico. Nel 1891-98 realizzò la grande Via Crucis delle navate laterali; nel 1912 gli Angeli nel tamburo della cupola e i Quattro Evangelisti nei pennacchi. Nel 1913-15 affrescò il transetto con i Martiri di Gorcum e il Miracolo di Amsterdam; fra il 1918 e il 1921 compì i sedici episodi della Vita di San Nicola della navata centrale; e infine nel 1928 il dipinto San Cristoforo in controfacciata.
Durante il restauro del 1966-1973 vennero murate provvisoriamente le vetrate della calotta della cupola per motivi strutturali. 
Durante il grande restauro del 1997-2000 le vetrate originali della cupola furono restaurate e l'illuminazione completa fu ripristinata. Allo stesso tempo si ripulirono i dipinti e si aggiunsero le otto finestre della lanterna ad opera di Jan Dibbets.
Nel 2012 venne realizzato un nuovo altare maggiore, in pietra belga e bronzo, che riecheggia il Miracolo eucaristico di Amsterdam. L'altare è stato progettato da Jan-Willem Oldeneel da Laren.